# Ng'ambwa (Chake Chake)
Ng'ambwa è una circoscrizione mista (mixed ward) della Tanzania situata nel distretto di Chake Chake, regione di Pemba Sud. Conta una popolazione di 6 133 abitanti (censimento 2012).